# Saupersdorf
Saupersdorf  ist seit 1997 ein Ortsteil der Stadt Kirchberg im Erzgebirge.

## Geographische Lage
Saupersdorf liegt im Tal des Rödelbachs zwischen Kirchberg und Hartmannsdorf bei Kirchberg am Hang des Hohen Forstes (Hartmannsdorfer Forst).

## Geschichte

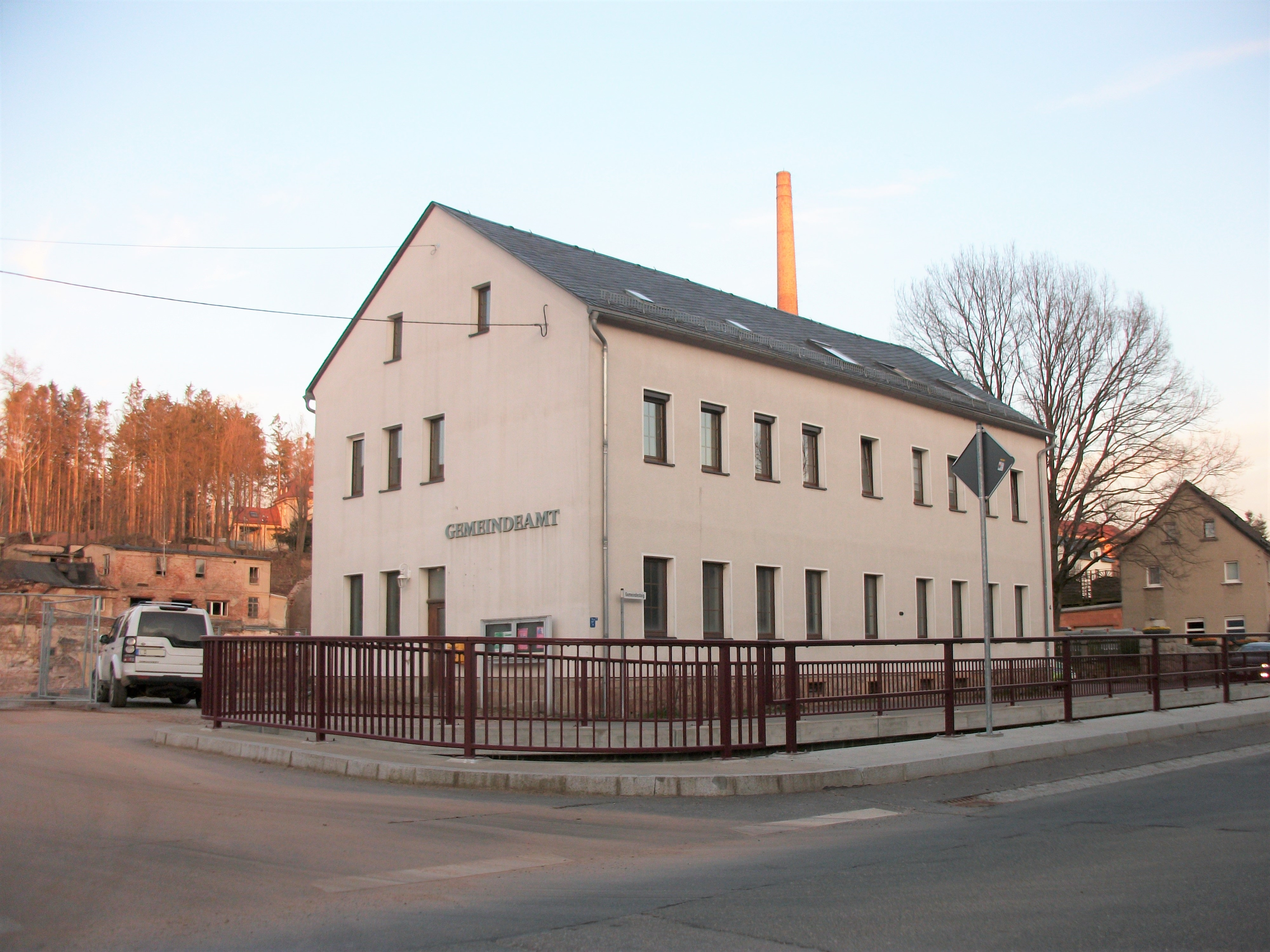
Gemeindeamt Saupersdorf

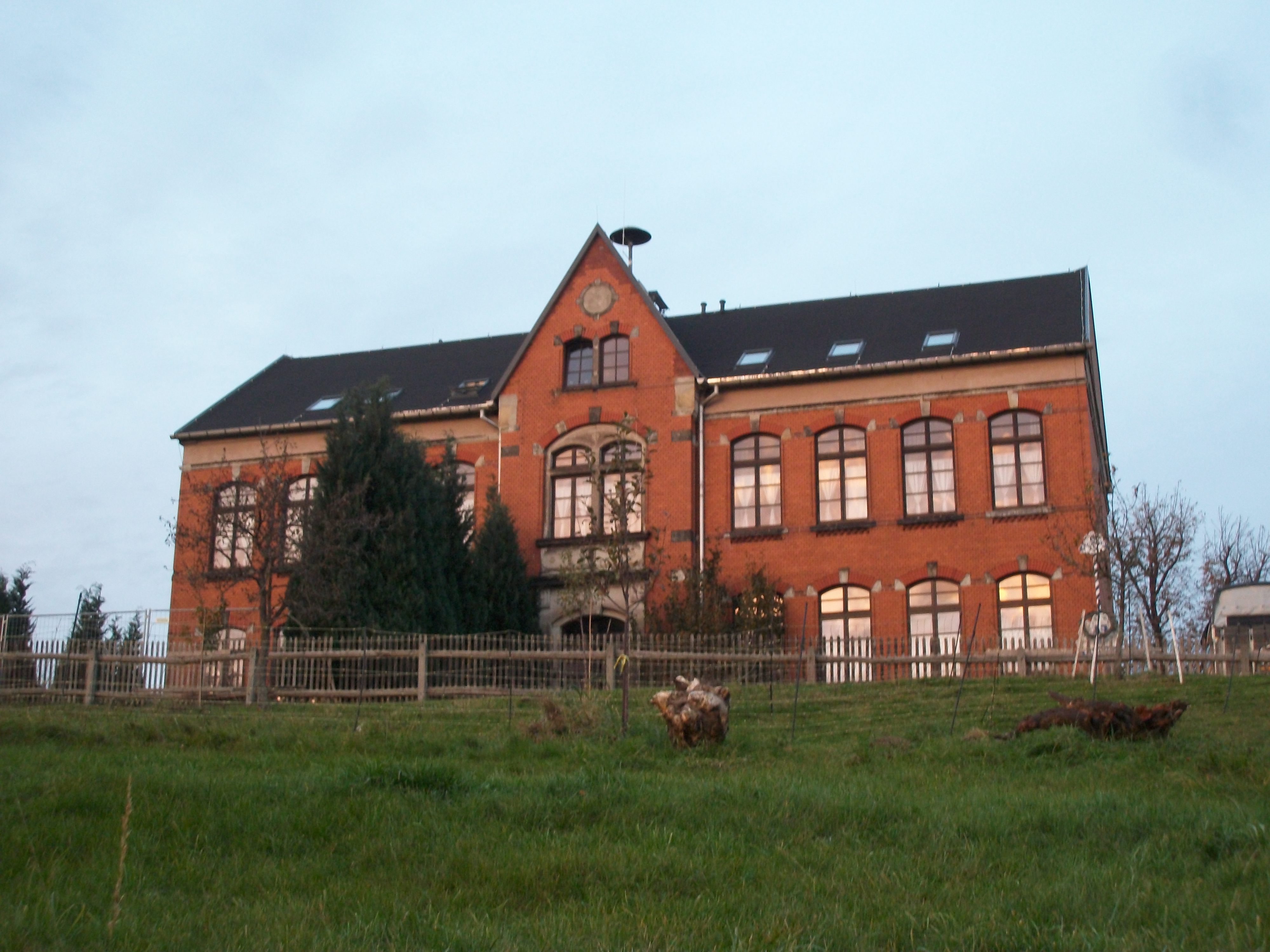
Gaststätte und Pension zur Alten Schule (Saupersdorf)

Das Waldhufendorf Saupersdorf wurde im 13. Jh. von den Vögten zu Plauen gegründet und um 1453/56 das erste Mal urkundlich erwähnt. Saupersdorf gehörte bis 1843 anteilig zu den Ämtern Zwickau (Exklave) und Wiesenburg und danach zum Amt Kirchberg. 1856 kam Saupersdorf zum Gerichtsamt Kirchberg und 1875 zur Amtshauptmannschaft Zwickau, dessen Nachfolger der Landkreis Zwickau ist. In Saupersdorf siedelten sich im 19. Jh. verschiedene Zweige der Textilindustrie an. Ein anderer Gewerbezweig entwickelte sich durch die Pflastersteinbrüche im Ort.
Am 1. Januar 1997 wurde Saupersdorf nach Kirchberg eingemeindet.

## Religionen
Saupersdorf gehört zur ev.-luth. Kirchgemeinde St. Margarethen in Kirchberg.

## Verkehr
Saupersdorf liegt im Rödelbachtal an der Straße von Kirchberg nach Rothenkirchen. 
Seit 1882 hatte Saupersdorf Anschluss an die Schmalspurbahn Wilkau-Haßlau–Carlsfeld in Richtung Kirchberg und Wilkau-Haßlau und ein Jahr später auch in Richtung Rothenkirchen. Im Ort gab es zwei Bahnhöfe mit den Namen Saupersdorf unt. Bhf. (ehem. Steinladestelle Saupersdorf) und Saupersdorf ob. Bhf. (ehem. Hp. Saupersdorf).
Die erste Streckenstilllegung erfolgte 1967 auf dem Abschnitt Kirchberg-Saupersdorf aufgrund des schlechten Gleiszustandes. In Richtung Rothenkirchen fuhr der letzte Personenzug im Frühjahr 1970.

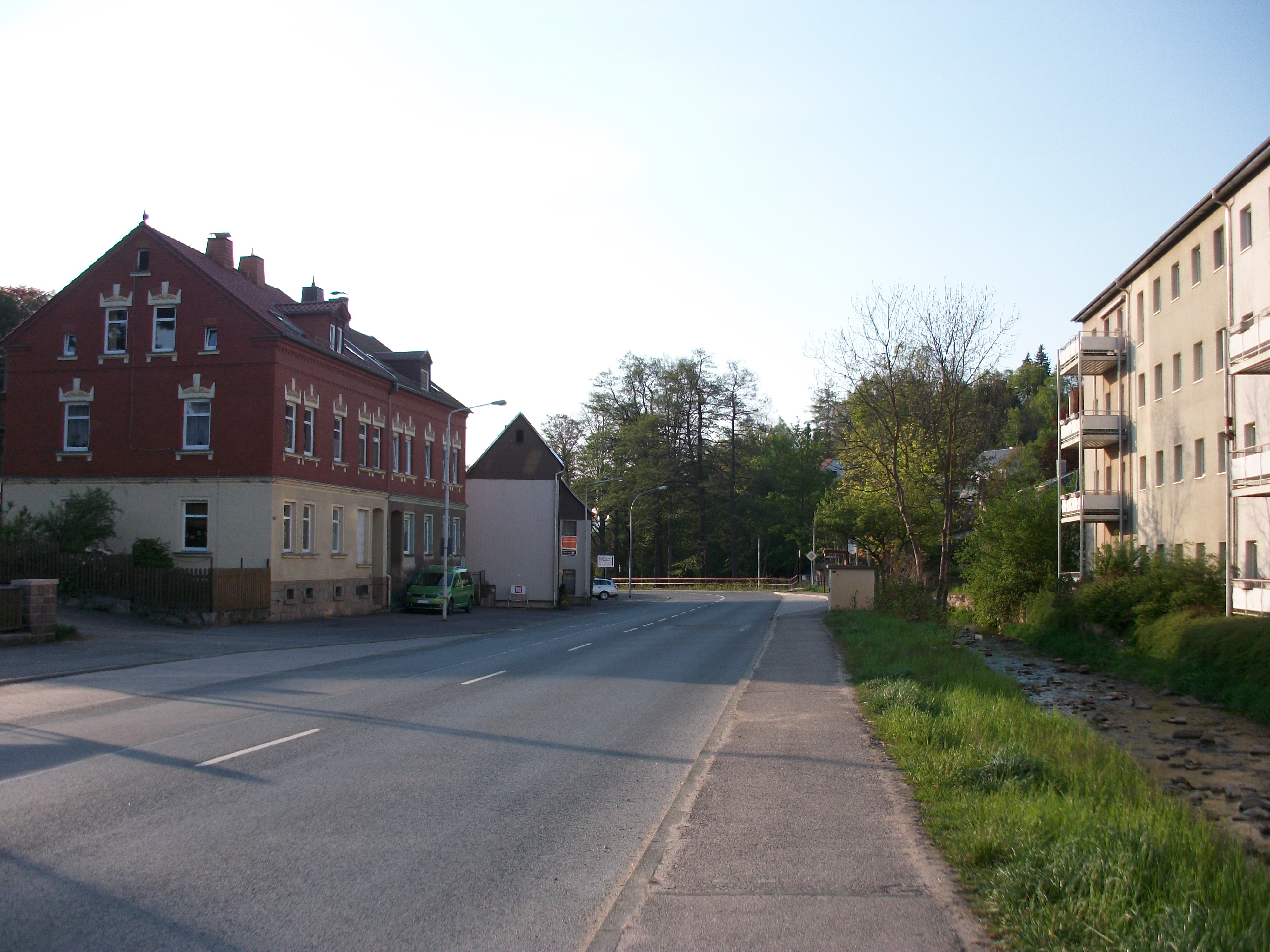
Saupersdorf unt Bf (2016)
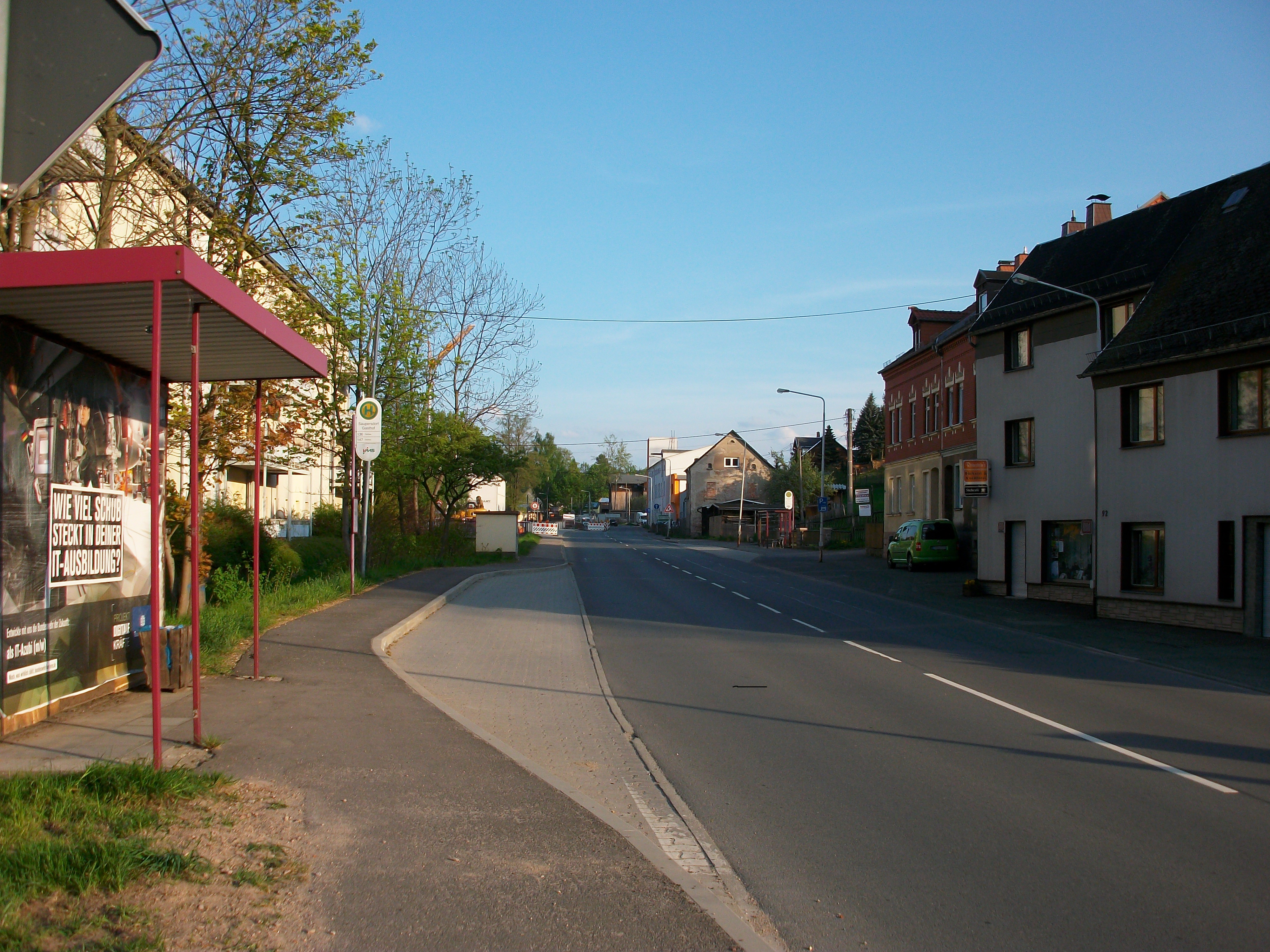
Saupersdorf unt Bf (2016)
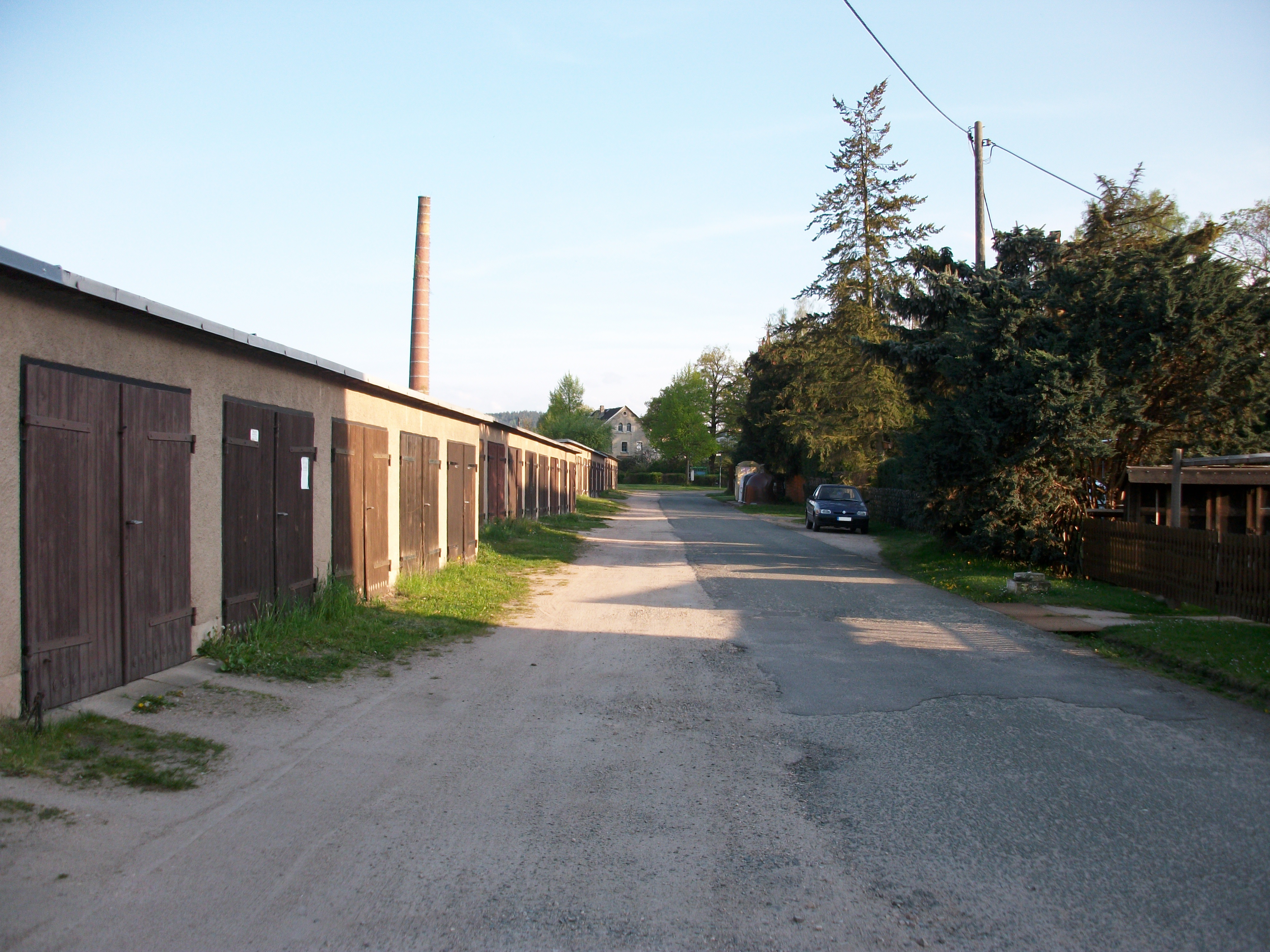
Saupersdorf ob Bf, Ladestelle (2016)
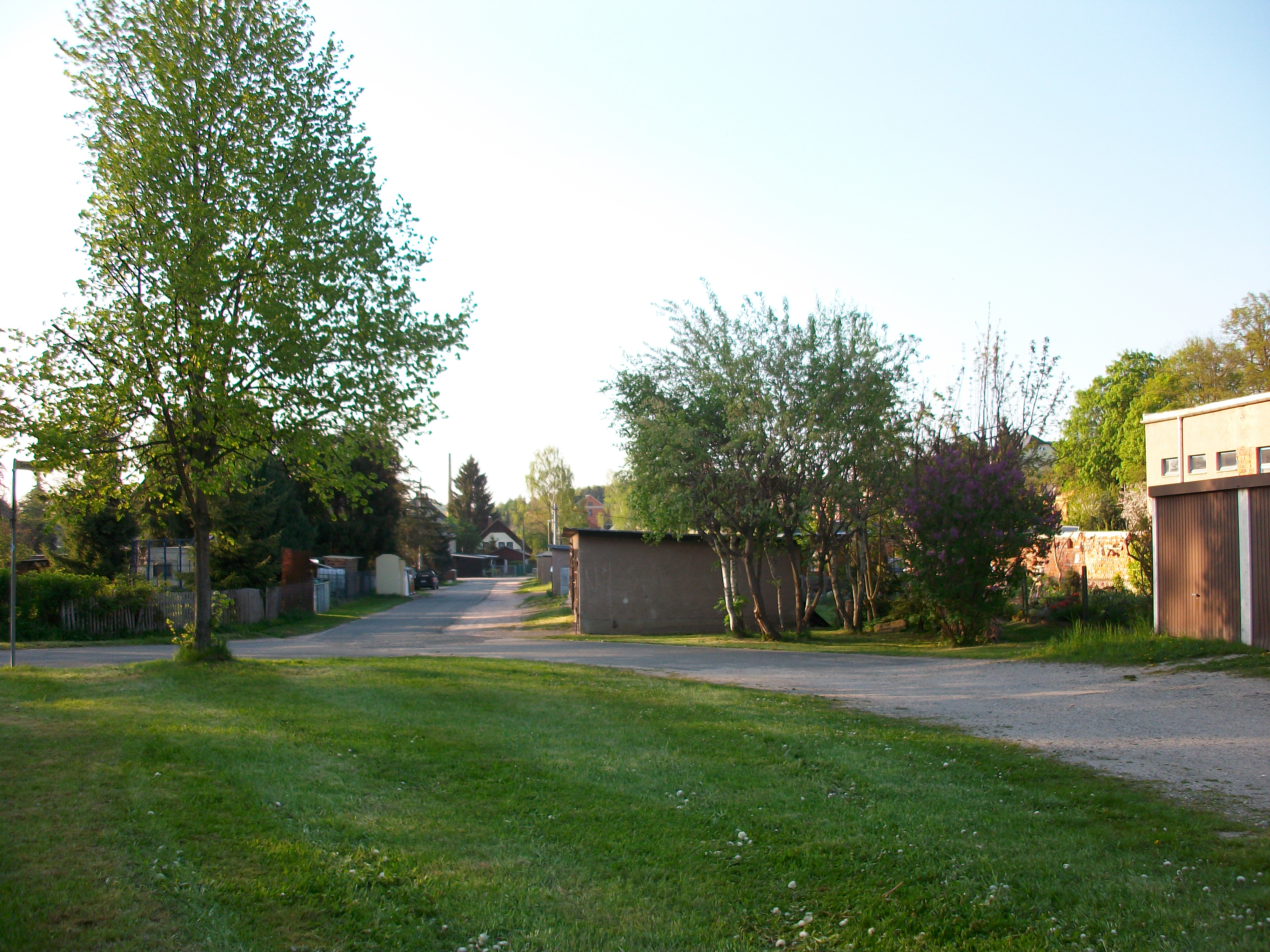
Saupersdorf ob Bf, Ladestelle (2016)
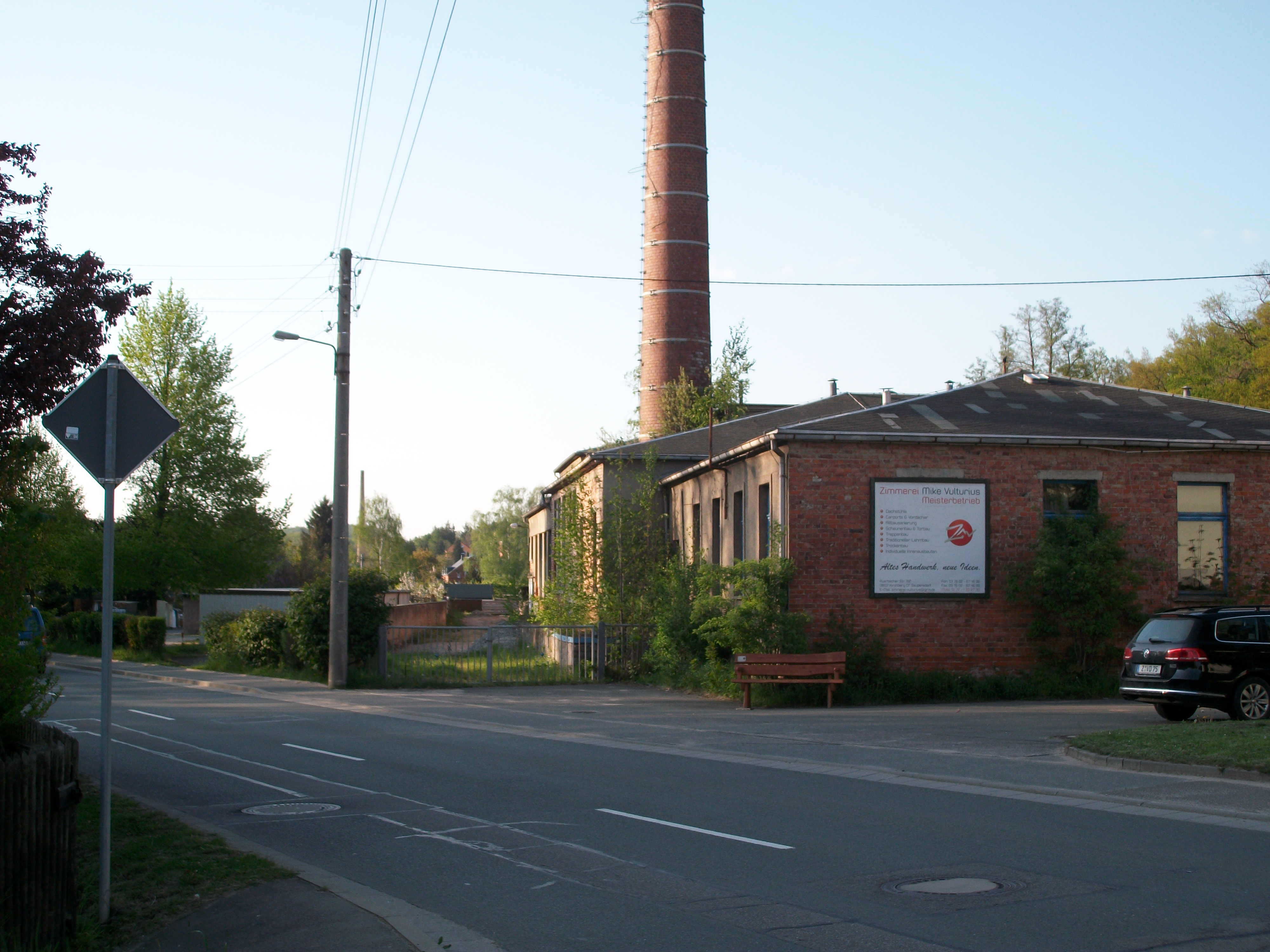
Saupersdorf ob Bf, Anschluss Fa. Jehn (2016)
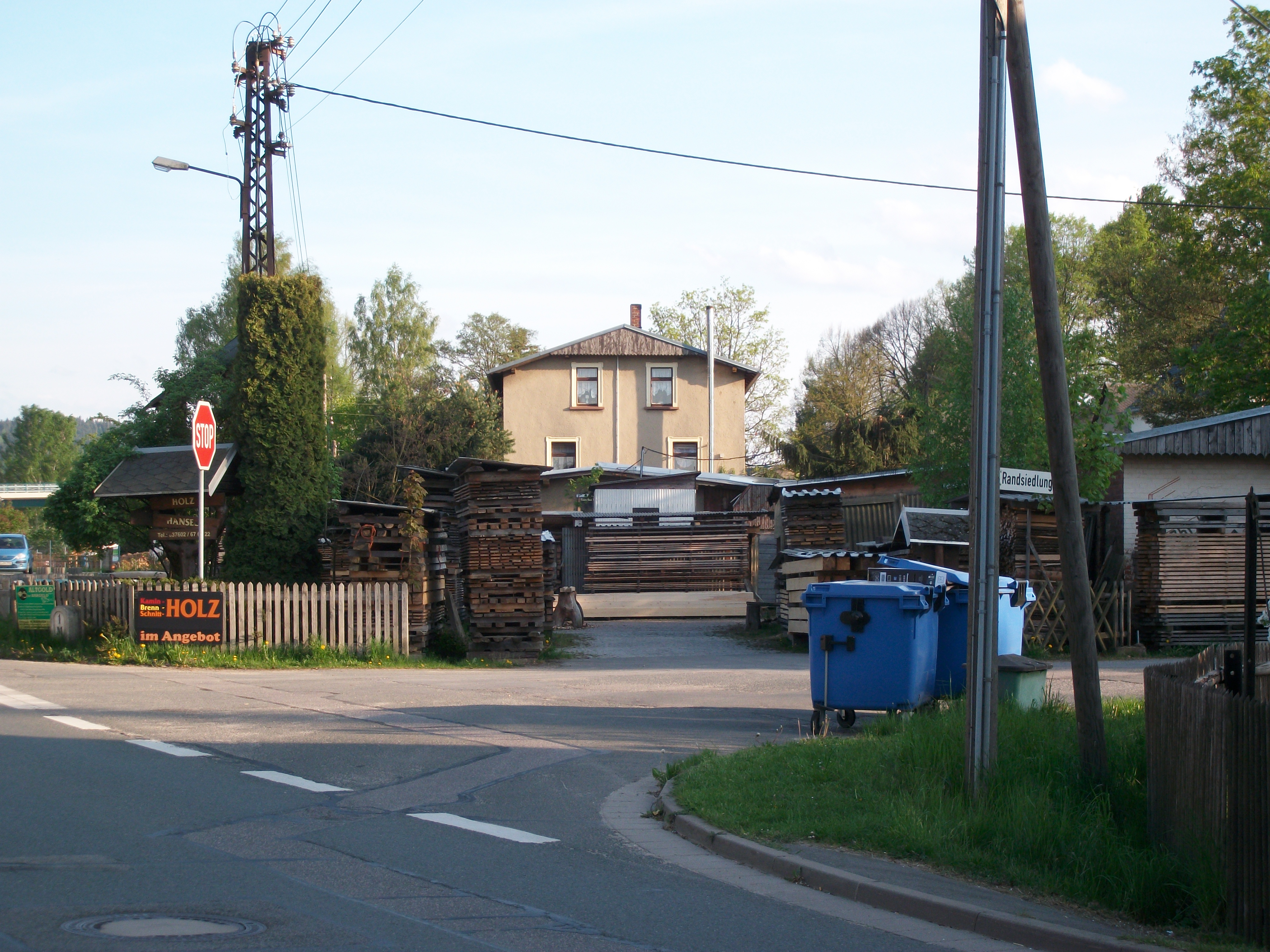
Saupersdorf ob Bf, Empfangsgebäude (2016)